# Regnum Marianum Katolikus Közösség Egyesület
A Regnum Marianum Katolikus Közösség Egyesület (röviden Regnum Marianum Közösség) a magyarországi katolikus lelkiségi mozgalmak egyike. Neve a régi magyar Regnum Marianum eszméből származik. A szervezetet magát is gyakran nevezik egyszerűen Regnum Marianumnak, tagjait regnumiaknak. Fő tevékenysége a gyerekek és a fiatalok természetes alapokon álló katolikus szellemű nevelése.

## A közösség története
A Regnum Marianum Közösséget 9 katolikus pap indította a XIX. század végén, eredetileg a fiúifjúság nevelésére, Budapest egyik (akkor még) külső kerületében. Ezek a papok többnyire hittant oktattak a környező iskolákban, és különös figyelmet fordítottak a szegény gyerekekre. Lelki mentoruk és támaszuk Prohászka Ottokár esztergomi spirituális, később püspök, a híres szónok és író volt. Kanter Károly várplébános segítségével, egy házba költöztek. Szerzethez hasonló, de fogadalom nélküli közösségben éltek. Vezetőjük a választott házfőnök volt. Céljuk az volt, hogy Magyarország – Szent István király szándéka szerint – valóban Mária Országa legyen. 1901-ben Majláth Gusztáv Károly gyulafehérvári megyés püspök, a későbbi címzetes érsek megvette számukra a Budapest VII., Damjanich utca 50. sz. alatti házat. Ezután vették fel a Regnum Marianum Közösség nevet. A „regnumi papok” – ahogyan nevezték őket – itt éltek együtt, és innen jártak ki a környék iskoláiba hitoktatást tartani. Az udvar közepén egy kápolna épült, a közösségi élet és nevelés központja. Házukban Philippinum néven internátust is fenntartottak a szegényebbeknek (amit saját erőikből nem tudtak fenntartani, ezért 1910-ben bezárták), az érdeklődő fiúknak pedig külön foglalkozásokat tartottak.
A Regnum Marianum hivatalos megalapítása 1902. szeptember 24-én történt, amikor Szeplőtelen fogantatásról nevezett kongregáció néven Rómában bejegyezték a Mária kongregáció anyakönyvébe, temploma a ház udvarán épített Regnum kápolna volt (amit 1944-ben egy szőnyegbombázás lerombolt, ezért egy alagsori terembe költöztették).
1903-ban az ifjúsági pasztoráció anyagi támogatására megalakították a Regnum Marianum Egyesületet, melynek tagjai rendszeres adományokkal vagy egyszeri nagyobb összeggel járultak hozzá céljaihoz. Első vezetői Majláth Gusztáv (elnök) és Prohászka Ottokár (társelnök) püspökök voltak. Az egyesület lett a „3. sz. Regnum Marianum Cserkészcsapatai” szervező testülete (mindegyik regnumi atyának külön csapata volt). A Mária kongregációk, a cserkészcsapatok, később a – jezsuita középiskolákból kikerült regnumi ifjak együttartására, a regnumi szellem ápolására, továbbépítésére, a katolikus lelki életet élők megtartására 1912-ben alapított és 1946-ban megszűnt – Regnumi Egyetemi Szövetség (Regnum Marianum Egyetemi Szövetség) fenntartója volt. 1946-ban megszűnt az egyesület.
A cserkészmozgalom magyarországi megjelenésekor a Regnum a módszer egyik első alkalmazójaként a Magyar Cserkészszövetség 1912-es megalapításakor az alapítók között volt. Az alapító ülésen sorsolással a 3-as számot kapta. Az atyák közül választott főparancsnok (később ifjúsági vezető) hangolta össze az ifjúsági munkát. A cserkészet gyakorlati, jellemre és a természet szeretetére nevelését a Mária kongregáció vallásos és erkölcsi nevelésével ötvözték. A rendszeres kirándulások, táborok, szakkörök lehetőséget adtak a fiatalok nevelésére, mindezt imádságos lelkülettel. A cserkészet és a Regnum Marianum között a hivatalos kapcsolat az 1940-es években megszűnt.
A Regnum Marianum tevékenységét elsősorban a hittanoktatáson, cserkészfoglalkozásokon és a 10-20 ezer példányban havonta megjelenő „Zászlónk” újságon keresztül fejtette ki. A „Zászlónk” (1902–1947; 1990–) 10–18 éves fiúknak, a „Nagyasszonyunk” (1904–1911; 1911–1944-ig a női Mária Kongregációk képes szépirodalmi és ismeretterjesztő folyóirata) a leányoknak, a „Kis Pajtás” képes gyermeklap (1907–1944) pedig a 10 év alatti korosztálynak szólt. Ezek a természetes és keresztény értékeket, a katolikus életmodellt mutatták be az adott korosztály számára vonzó formában. Nyomdájuk, az „Élet” nyomda sok ifjúsági könyvet adott ki. Kórusuk, zenekaruk és bábszínházuk is volt.
1935-ben az érsekség jóváhagyta a Regnum Marianum Közösség szokásait és szabályzatát. A Regnum Marianum működése zavartalanul folyt Magyarországnak a második világháború végéig történő megszállásáig.

### A II. világháború után
1946-ban a katolikus egyesületek föloszlatása és 1950-ben a szerzetesrendek föloszlatása a Regnum Marianum Közösségre nem vonatkozott, mert egyik kategóriába sem sorolhatták, az atyák pedig maguktól többszöri fenyegetésre sem voltak hajlandók feloszlani. Végül 1951-ben, amikor a szovjet támogatást élvező kommunisták teljes magyarországi hatalmukat kiépítették, a szerzetesrendekhez és más egyházi közösségekhez hasonlóan a Regnum Marianum tevékenységét betiltották. 1951. november 24-én a házat elvették, az atyákat plébániákra helyezték. A Regnum Marianum Közösség a folyamatos zaklatások ellenére (egyedüliként a katolikus ifjúsági szervezetek közül) a kommunista rezsim idején is folytatta tevékenységét, titokban szervezve a csoportok találkozóját, táborokat és más eseményeket. Ez idő alatt a nevelés kiegészült a lányokéval is. Tevékenységük miatt három külön koncepciós perben (1961, 1965 és 1971) 13 papot ítéltek el összesen 71 évre, 3 laikus vezetőt pedig összesen 4,5 évre, aminek nagy részét le is töltötték. A magyar bíróság történetében egyedülálló módon zajlott le a regnumi atyák 1965-ös tárgyalása. A bírósági termet a közösség tagjai a szünetben gazdagon felvirágozták. Amikor a bíróság tagjai újra beléptek a terembe, szinte visszahőköltek a váratlan látványtól. A közösség vezetői és egyszerű tagjai is gyakran szenvedtek egyéb hátrányt (munkahelyről történő elbocsátás, egyetemi felvétel elutasítása, papok elhelyezése kis, távoli plébániákra). A hetvenes években új hangsúlyt kapott a világiak felelősségvállalása. Az üldözés alatt a laikus vezetők tartották össze a csoportokat a szabadlábon lévő atyák körül. Idővel az ifjúsági csoportok 18 éves koruk után is együtt maradtak. Így a Regnum mindenki számára nyitott lett, a legfiatalabbaktól a legidősebbekig. 1982 januárjában megindult a Közösség 3 féléves vezetőképző tanfolyama, a „Patkoló”.

### A közösség házfőnökei
- Solymos Oszkár
- Prohászka Ottokár (1904–1906)
- Krywald Ottó (1912–1920)
- Shvoy Lajos (1920–1927)
- Witz Béla (1927–1936)
- Jandik József (1936–1942)
- Fuhrmann Ernő (1942–1945)
- Jandik József (1945–1948)
- Werner Alajos (1948–1963)
- Hagyó József (1963–1964)
- Hagemann Frigyes (1964–1970)
- Györgydeák Márton (1989–1997)[1]
- Vigassy Mihály (1997–2001)
- Molnár Béla (2001–2013)[2]
- Somogyi Sándor (2013–2017)[3]
- Monostori László (2017–2020)[3]
- Somogyi Sándor (2020–2021)
- Horváth István (2021–)[4]

### További meghatározó regnumiak
- Emődi László
- László Gábor
- Marczell Mihály

## A közösség napjainkban
A kommunista rendszer 1989-es bukása után a Regnum Marianum megjelenhetett a nyilvánosság előtt, és hagyományaival és eszközeivel részt vesz Magyarország „újraevangelizálásában”:
- 1989-ben Gyulay Endre szeged-csanádi püspök, ifjúsági referens felkérésére regnumiak indították el az Országos Katolikus Ifjúsági Vezetőképzőt („Hajszoló”), amely 2005 óta 3 vidéki helyszínen működik.
- 1989. február 3–4. között a lelkiségi mozgalmak és a Magyar Katolikus Püspöki Kar országos konferenciáját zömében a Közösség szervezte.
- 1990 óta újra kiadják a Zászlónk című katolikus diáklapot.
- 1991-ben a Közösséget Regnum Marianum Katolikus Közösség Egyesület (RMKKE) néven civil szervezetként bejegyezték a Cégbíróságon.
- 1991 júliusában, 50 éves üldöztetés után először, az egész Közösség számára nagytábort tartottak Zánkán, ahol ezeregyszázan vettek részt.
- 1992-ben megindult a Bocs című lap, hat–tizenkét éves gyerekeknek.
- 1997-ben Regnum Marianum néven egyházi magántársulásként Paskai László érsek jóváhagyta a Közösség alapszabályát.
- 2001-ben volt a második Zánkai Nagytábor 1600 fő részvételével.
- 2005-ben indult a „Patkoló”-tól szintben és stílusban különböző vezetőképző, a „Műhely”. Ez kezdetben egy féléves képzés volt, a 2018/2019-es tanévtől kezdve időtartama egy tanév (két szemeszterrel). A képzés hétközi alkalmakon, hétvégéken és egy nyári táboron keresztül valósul meg.

Ma a Regnum Marianum Közösségnek mintegy 3000 tagja van, köztük 30 pap és 2 püspök (Bábel Balázs kalocsa-kecskeméti érsek és Balás Béla kaposvári püspök). A papok Balás Béla püspök és Bábel Balázs érsek vezetésével önálló kisközösséget alkotnak, melynek meghatározó szerepe van, bár a közösség szervezését főként világiak végzik. A Regnum Marianumhoz csak valamely kisközösség tagjaként lehet tartozni, ilyen értelemben tehát nincs egyéni tagság. A Regnum tagjai nemcsak a mozgalom belső életét munkálják, hanem a magyar katolikus egyház építésében sok más feladatot is vállalnak. Részt vesznek az egyház mindennapi életében, és sokszor aktívak más keresztény közösségekben, mozgalmakban is. Ezért a Közösség ma így fogalmazza meg küldetését: A magyar Egyház szolgálata, melyet elsősorban az ifjúság nevelésével valósít meg.

## A közösség lelkisége
Az atyák már az 1950-es években kidolgozták a Constitutiót, amelyben leírták a Közösség életstílusát. 1983–85 között Tételeink címmel rövid mondatokban megfogalmazták a Közösség alapvonásait. Ezt körülbelül 30 évvel később – a lényegét megőrizve – újrafogalmazta a közösség „Tételeink és Törekvéseink” címmel. A Regnum Marianum nevelési alapelve szerint csak a természetes alapokkal rendelkező ember lehet jó keresztény. Ezért a nevelésben nagy súlyt fektet a természetes erények, a becsületesség, a pontosság, a humor, a kitartás, az önállóság és a demokratikus csoportszellem kialakítására. A tíz-húszfős kiscsoportok hetenként találkoznak. A találkozók programja általában hitoktatás, ima, játék, ének és valamilyen, mindenkit érdeklő téma előadása, illetőleg megvitatása. Gyakran járnak kirándulni, nyaranta táborokat szerveznek, ahol szellemi és fizikai programok egyaránt szerepelnek a programban.
A Regnum Marianum katolikus közösség saját teológiával nem rendelkezik. A Regnum Marianum eredetileg világi papok közössége volt, akik 10–18 éves fiúk tanításával és nevelésével foglalkoztak, Néri Szent Fülöp és Don Bosco elvei szerint. 1951 után lányok is csatlakoztak a csoportokhoz, és a tagok életkora is nőtt. Jelenleg a Regnum Marianum papok és laikus hívek közössége, és tevékenysége a legfiatalabbtól az idős korosztályig kiterjed. Sokan úgy tekintenek a Regnumra, mint egy terület nélküli plébániára.
A Regnum Marianum speciálisan magyar közösség, és nagyon kevés kapcsolata van a nemzetközi mozgalmakkal, de tevékenysége közel áll az olaszországi Comunione e Liberazione szervezetéhez.

## Kortárs regnumiak
- Bábel Balázs – kalocsa-kecskeméti érsek
- Balás Béla – nyugalmazott kaposvári püspök
- Nemeshegyi Péter – jezsuita szerzetes
- Sajgó Szabolcs – jezsuita szerzetes
- Somogyi Sándor – nyugalmazott lelkész